# ブヤン・ダシュ
ブヤン・ダシュ（モンゴル語: Buyan Daš、生没年不詳）は、チンギス・カンの次男のチャガタイの子孫で、大元ウルスで活躍したモンゴル帝国の皇族。『集史』などのペルシア語表記はبویان تاش（Būyān tāš）。
兄のノム・クリとともにカイドゥ・ウルスとの戦いで活躍し、沙州衛を拠点とする西寧王家の始祖となった。

## 概要
ブヤン・ダシュは『元史』を始めとする漢文史料には登場しないものの、『高貴系譜』などの系譜史料によって対カイドゥ・ウルスの司令官として活躍した豳王チュベイの息子であることが確認される。また『オルジェイトゥ史』によると、1314年頃チュベイの息子のノム・クリとブヤン・ダシュ、チュベイの甥のコンチェクが12万人隊を率いて粛州からウイグリスタンに至る地に駐屯し、チャガタイ・ウルス君主エセン・ブカの弟のエミル・ホージャ率いる2万の軍に相対していたという。
『オルジェイトゥ史』に見えるように、ブヤン・ダシュはチュベイ家当主である兄のノム・クリに次ぐ地位にあり、独自の王家を形成した。ノム・クリとブヤン・ダシュ兄弟にはクタトミシュという人物もおり、クタトミシュはまず「西寧王」位を与えられ、その後天暦の内乱で功績を挙げてチュベイ家当主たる「豳王」位に昇格した。クタトミシュの死後、「西寧王」位はブヤン・ダシュの息子のスレイマンが引き継ぎ、これ以後ブヤン・ダシュの家系は西寧王家として知られるようになった。

## 子孫
ブヤン・ダシュの嫡子のスレイマンはジャヤガトゥ・カアン（文宗トク・テムル）の治世の至順元年（1330年）に「西寧王」位を与えられた。2年後の至順3年（1332年）には安定王ドルジバルの例にならって王傅官を4人設置し、印璽を支給された。
敦煌莫高窟に建立された「莫高窟造象記」や「重修皇慶寺記」といった碑文には西寧王スレイマン（速来蛮西寧王）の家族について記載があり、スレイマンの妃がクチュ（屈朮/曲朮）、息子がヤガン・シャー（太子養阿沙/牙罕沙西寧王）、スルタン・シャー（王子速丹沙）、アスタイ（阿速歹）、ケレイテイ（太子結来歹）であると記されている。この記録は『高貴系譜』でスレイマン（Sulaymānسلیمان＝速来蛮西寧王）の息子がヤガン・シャー（Yaghān šāhیغان شاه＝牙罕沙西寧王）、スルタン・シャー（Sulṭān šāhسلطا ش＝王子速丹沙）、アスタイ（Astāīاستای＝阿速歹）と記されるのに完全に一致する。また、「莫高窟造象記（1348年）」時にヤガン・シャーが「太子」と記されていたのに対し、「重修皇慶寺記（1351年）」時には「西寧王」と称されていることから、この時期に西寧王位の代替わりがあったと見られる。
ウカアト・カアン（順帝トゴン・テムル）の治世の半ば、ヤガン・シャーは紅巾の乱討伐に従軍するようになった。至正12年（1352年）には、江浙行省平章政事ブヤン・テムルらとともに四川に出兵し、徐寿輝の勢力を討伐した。この時、ヤガン・シャーは「四川から沙州へと帰った」と記録されており、ブヤン・ダシュ西寧王家の根拠地が沙州にあったことが確認される。
この後の西寧王家の動向は不明であるが、『高貴系譜』にはヤガン・シャーの弟のスルタン・シャーの息子にエルケシリ（Alūka šīrīالوکه شیری）という息子がいたことが記されている。この人物は明初に登場する「王子阿魯哥失里」と同一人物であり、明代の沙州衛の始祖となった。

## ブヤン・ダシュ系西寧王家
1. ブヤン・ダシュ(Buyan Daš,Būyān tāšبویان تاش)…豳王チュベイの息子
2. 西寧王クタトミシュ(Qutatmiš,豳王忽塔忒迷失/Qutātmīšقتاتمیش)…豳王チュベイの息子で、ブヤン・ダシュの弟
3. 西寧王スレイマン(Sulaiman,速来蛮西寧王/Sulaymānسلیمان)…ブヤン・ダシュの息子
4. 西寧王ヤガン・シャー(Yaγan Šah,牙罕沙西寧王/Yaghān šāhیغان شاه)…西寧王スレイマンの息子
5. 王子エルケシリ(Erkeširi,王子阿魯哥失里/Alūka šīrīالوکه شیری)…西寧王ヤガン・シャーの弟のスルタン・シャーの息子